# چاندرا ویجایا
چاندرا ویجایا (انگلیسی: Candra Wijaya؛ زادهٔ ۱۶ سپتامبر ۱۹۷۵) بدمینتون‌باز اهل اندونزی است.